# Dolicharthria phaeospilalis
Dolicharthria phaeospilalis is een vlinder uit de familie van de grasmotten (Crambidae), uit de onderfamilie van de Spilomelinae. De wetenschappelijke naam van deze soort is voor het eerst voorgesteld als Stenia phaeospilalis door George Francis Hampson in een publicatie uit 1907.
De soort komt voor in Kenia.